# Visaya (kreeft)
Visaya is een geslacht van kreeftachtigen uit de klasse van de Malacostraca (hogere kreeftachtigen).

## Soort
- Visaya lira Ahyong, 2004